# Petit Arachnothère
Arachnothera longirostra
Espèce
Statut de conservation UICN

 LC  : Préoccupation mineure
Le Petit arachnothère (Arachnothera longirostra) est une espèce de passereau appartenant à la famille des Nectariniidae.

## Nourriture
Il se nourrit de nectar, d'araignées, de sauterelles et d'autres insectes blindés.

## Divers
À Sarawak, les peuples Kayan, Kenyah et Punan le considèrent comme un oiseau de bonne chance et quand ils sortent pour récupérer le camphre, les hommes guettent son audition.

## Sous-espèces
Selon la classification de référence du Congrès ornithologique international (14.2, 2024), il existe les 10 sous-espèces :
- Arachnothera longirostra longirostra (Latham, 1790) — Ghats occidentaux et orientaux, Bangladesh et nord-ouest de l'Indochine
- Arachnothera longirostra sordida La Touche, 1921 — Yunnan et nord de l'Indochine
- Arachnothera longirostra pallida Delacour, 1932 — sud de l'Indochine
- Arachnothera longirostra cinireicollis (Vieillot, 1819) — péninsule Malaise et Sumatra
- Arachnothera longirostra zarhina Oberholser, 1912 — îles Banyak
- Arachnothera longirostra niasensis Oort, 1910 — Nias
- Arachnothera longirostra prillwitzi Hartert, 1901 — Java et Bali
- Arachnothera longirostra rothschildi Oort, 1910 — îles Natuna (nord)
- Arachnothera longirostra atita Oberholser, 1932 — îles Natuna (sud)
- Arachnothera longirostra buettikoferi Oort, 1910 — Bornéo